# Nurija Munirowna Aktschurina-Muftijewa
Nurija Munirowna Aktschurina-Muftijewa (russisch Нурия Мунировна Акчурина-Муфтиева, ukrainisch Нурія Мунірівна Акчуріна-Муфтієва; * 5. Januar 1958 in Namangan, Usbekische SSR) ist eine sowjetische bzw. ukrainische bzw. russische Kunstwissenschaftlerin und Hochschullehrerin.

## Leben
Aktschurina studierte am Architektur-Bau-Institut Samarkand mit Abschluss 1980. Es folgte die Aspirantur im Moskauer Zentralen Forschungsinstitut für Experimentelle Projektierung, wo sie 1987 ihre Kandidat-Dissertation über Prinzipien der Projektierung von Kinderheimen und Heimen für Kinder ohne elterliche Versorgung mit Erfolg für die Promotion zur Kandidatin der Architektur-Wissenschaften.
Ab 1986 lehrte Aktschurina am Tadschikischen Polytechnischen Institut in Duschanbe. Sie wurde 1992 Dozentin am Architektur-Bau-Institut Samarkand.
Aktschurina lehrte ab 1997 an der Krim-Universität für Pädagogik und Ingenieurwesen in Simferopol und wurde 1998 Dozentin, um ab 1999 am Lehrstuhl für Vorschulpädagogik zu arbeiten. Sie kam 2004 an den Lehrstuhl für Bildende- und Angewandte Dekorative Kunst, den sie ab 2007 leitet. Ihre Forschungsschwerpunkte wurden die Architektur- und Kunstgeschichte der Krim, die Wechselwirkung von islamischer und christlicher Kultur und die modernen künstlerischen Prozesse auf der multinationalen Krim.
Am Rylskyj-Institut für Kunstwissenschaft, Folkloristik und Ethnographie der Nationalen Akademie der Wissenschaften der Ukraine in Kiew war Aktschurina 2004–2007 Doktor-Aspirantin bei Michailo Seliwatschow. Sie verteidigte 2009 an der Lwiwer Nationalen Kunstakademie mit Erfolg ihre Doktor-Dissertation über die dekorative und angewandte Kunst der Krimtataren vom 15. bis zur ersten Hälfte des 20. Jahrhunderts für die Promotion zur Doktorin der Kunstwissenschaften. Die Ernennung zur Professorin erfolgte 2012.
Nach der Annexion der Krim 2014 nahm Aktschurina die russische Staatsbürgerschaft an und führte ihre wissenschaftliche Arbeit fort. Sie ist Vollmitglied der Akademie der Wissenschaften der Krim und Vollmitglied der Petrowskaja-Akademie der Wissenschaften und Künste.

## Ehrungen, Preise
- Ehrenurkunde des Ministeriums für Bildung und Wissenschaft der Autonomen Republik Krim (1999)
- Ehrenurkunde des Ministerrats der Autonomen Republik Krim (2003)
- Verdiente Künstlerin der Autonomen Republik Krim (2013)[3]
- Staatspreis der Republik Krim (2016)[4]